# Sân vận động Philips
Sân vận động Philips (tiếng Hà Lan: Philips Stadion, phát âm tiếng Hà Lan: [ˈfilɪpˌstaːdijɔn]) là một sân vận động bóng đá ở Eindhoven, Hà Lan. Đây là sân nhà của PSV (Philips Sport Vereniging), còn được gọi là PSV Eindhoven. Với sức chứa 35.000 người, đây là sân vận động bóng đá lớn thứ ba ở Hà Lan. Được khánh thành với tên gọi Philips Sportpark, sân được xây dựng như một sân thể thao dành cho nhân viên của Philips vào năm 1910. Philips Elftal đã thi đấu các trận đấu bóng đá tại đây từ năm 1911 đến năm 1913. Kể từ năm 1913, PSV sử dụng sân vận động này làm sân nhà.
Sân vận động Philips hiện được UEFA xếp hạng 4 sao. Sân đã tổ chức nhiều trận đấu của đội tuyển bóng đá quốc gia Hà Lan kể từ năm 1971. Năm 2013, đội trẻ của PSV, Jong PSV, cũng thi đấu các trận đấu quốc nội của đội tại sân vận động này. Hiện tại, Jong PSV thi đấu các trận đấu trên sân nhà tại khu phức hợp đào tạo De Herdgang. Sân vận động Philips đã tổ chức ba trận đấu vòng bảng của Giải vô địch bóng đá châu Âu 2000, và trận chung kết Cúp UEFA 2006. Ngoài các trận đấu bóng đá, sân đôi khi được sử dụng cho các buổi hòa nhạc.

## Các trận đấu Euro 2000
| Ngày                | Đội #1     | Kết quả | Đội #2     | Vòng   |
| ------------------- | ---------- | ------- | ---------- | ------ |
| 12 tháng 6 năm 2000 | Bồ Đào Nha | 3–2     | Anh        | Bảng A |
| 15 tháng 6 năm 2000 | Thụy Điển  | 0–0     | Thổ Nhĩ Kỳ | Bảng B |
| 19 tháng 6 năm 2000 | Ý          | 2–1     | Thụy Điển  | Bảng B |